# کلاته مصیب
کلاته مصیب یک روستا در ایران است که در دهستان درح شهرستان سربیشه واقع شده‌است. کلاته مصیب ۳۴ نفر جمعیت دارد.18خانوار دارد